# Rue Paul-Nizan
La rue Paul-Nizan est une voie publique de Nantes, en France.

## Situation et accès
Située sur l'Île de Nantes, cette rue rectiligne part du boulevard Babin-Chevaye pour aboutir boulevard Victor-Hugo.

## Origine du nom
La voie porte le nom de l'écrivain Paul Nizan.

## Historique
Avant de prendre sa physionomie actuelle, cette artère était naguère une emprise ferroviaire empruntée par la ligne en provenance de Segré qui rejoignait la gare de Nantes-État toute proche, après avoir longé le côté sud des boulevards Babin-Chevaye et Vincent-Gâche.
En 1960, afin de supprimer les inconvénients de la traversée du boulevard des Martyrs-Nantais-de-la-Résistance par la voie ferrée, qui se faisait jusqu'alors à l'aide d'un passage à niveau, constituant de plus un problème pour la circulation automobile entre les deux rives de la Loire, le tracé actuel de la ligne est adopté.
Dès lors, le terrain est abandonné et même si les vestiges de voies ferrées étaient encore visibles durant les années 1980, les anciennes emprises ferroviaires sont devenues des places de stationnement.
En 2005, le nom de « rue Paul-Nizan » et le statut de voie publique sont attribués à cet espace, sept ans avant l'aménagement de voies de circulation qui sont exclusivement dédiées à la ligne de Chronobus C5 (mise en service le 26 août 2013) et emprunte la rue dans le sens est-ouest vers le boulevard de l'Estuaire, ainsi qu'aux « circulations douces » (piétons et deux-roues). Ces voies étant aménagées dans un cadre paysager.
Le 27 février 2020, la ligne de Chronobus C5 est remplacée par la ligne 5 de Busway.